# 庄司悦大
庄司 悦大（しょうじ よしひろ、1989年9月14日 - ）は、静岡県沼津市出身の元プロサッカー選手。ポジションはミッドフィールダー。既婚。

## 来歴

### プロ入り前
清水エスパルスジュニアユース出身。専修大学3年次にはレギュラーとして1部昇格に貢献し、4年次（2011年）はキャプテンとして同学年の町田也真人や2年下の長澤和輝と共に攻撃的サッカーの中核を担い、昇格初年度にして同校のリーグ戦初優勝を達成。個人としてもMVP・ベストイレブンを受賞。また、インカレにおいても殊勲の活躍でリーグ戦に次ぐ二冠を手にし、最優秀選手に選出された。インカレ直前には翌シーズンからJ2への入会が決まっていたFC町田ゼルビアに加入が発表された。庄司の加入はゼルビアのJリーグ入会後の補強第一号となった。

### 町田ゼルビア
2012年シーズンはルーキーながら開幕スタメンを奪取。シーズン中盤までコンスタントに出場を重ねていたが、中々勝ち点を積み重ねることができないチーム状況にあって終盤はベンチを温める日々が続いた。クラブが日本フットボールリーグ (JFL) に降格した2013年シーズンの新体制発表会において、副主将就任と背番号10番への変更が発表された。クラブがJ3リーグに移行した2014年シーズン前半はアンカーのポジションとしてレギュラーを守っていたが、自分の弱点を補おうとアンカー以外のポジションやプレーにチャレンジした結果として調子を崩し、シーズン終盤に町田の戦績が落ち込んで以降はベンチをも外れるようになり、シーズン終了を持って町田との契約満了が発表された。

### レノファ山口
2015年、J3リーグに参入したレノファ山口FCへ完全移籍。複数のチームからオファーがあった中で、町田時代の同僚だった岸田和人が監督の上野展裕に働きかけたのが大きかった、という。山口ではボランチ（アンカー）として、上野をして「チームの心臓」と言わしめるほどの活躍を見せ、最終的には怪我で欠場した1試合を除く35試合に先発出場（うち34試合がフル出場）を果たし、チームのJ2昇格に貢献した。2016年シーズンは前年欠番となっていた背番号10番を背負い、全42試合に出場した。

### FC岐阜
2017年、パスサッカーを志向する監督・大木武のサッカーに惹かれ、FC岐阜に移籍。加入1年目ながら主将を務めた。

### ベガルタ仙台
2018年、ベガルタ仙台に完全移籍。自身初のJ1リーグでのプレー機会を得たが、カップ戦3試合のみの出場でリーグ戦では出場機会が無かった。

### 京都サンガ
2018年7月、出場機会を求め京都サンガF.C.に期限付き移籍。シーズン終了後、京都に完全移籍。2021年12月、契約満了により京都を退団した。

### FC岐阜復帰
2021年12月27日、FC岐阜に完全移籍することが発表された。2017年シーズン以来5年ぶりの復帰となる。2023年・2024年にはキャプテンを務めた。
2024年11月12日、2024シーズン限りでの現役引退を発表。

### 現役引退後
2025年2月、FC岐阜のフロントスタッフに就任したことが、同クラブのSNSにて発表された。営業を担当するほか、スクールコーチとしても活動する。

## プレースタイル
仙台加入時のリリースで「自分の得意なプレーであるパス」と自ら語るように、ボランチとしてフィールド中盤からの多彩なパス出しに特徴を持つ。日本代表経験を持つMF橋本英郎も「強弱の付け方、長短織り交ぜた多彩さなど、パス能力に秀でた選手」「視野の広さがあり、パスを出す選択肢が多い」と評している。J2における年間通算パス数は2016年（山口）に4127本、2017年（岐阜）に4101本と、いずれも2位に大差をつけてのトップとなっている。

## 所属クラブ
- 沼津原SSS (沼津市立原小学校)
- 清水エスパルスJrユース (沼津市立原中学校)
- 静岡市立清水商業高等学校
- 専修大学
- 2012年 - 2014年  FC町田ゼルビア
- 2015年 - 2016年  レノファ山口FC
- 2017年  FC岐阜[12]
- 2018年  ベガルタ仙台
  - 2018年7月 - 同年12月  京都サンガF.C.（期限付き移籍）
- 2019年 - 2021年  京都サンガF.C.
- 2022年 - 2024年  FC岐阜

## 個人成績
| 国内大会個人成績 | 国内大会個人成績 | 国内大会個人成績 | 国内大会個人成績 | 国内大会個人成績 | 国内大会個人成績 | 国内大会個人成績 | 国内大会個人成績 | 国内大会個人成績 | 国内大会個人成績 | 国内大会個人成績 | 国内大会個人成績 |
| 年度             | クラブ           | 背番号           | リーグ           | リーグ戦         | リーグ戦         | リーグ杯         | リーグ杯         | オープン杯       | オープン杯       | 期間通算         | 期間通算         |
| 年度             | クラブ           | 背番号           | リーグ           | 出場             | 得点             | 出場             | 得点             | 出場             | 得点             | 出場             | 得点             |
| 日本             | 日本             | 日本             | 日本             | リーグ戦         | リーグ戦         | リーグ杯         | リーグ杯         | 天皇杯           | 天皇杯           | 期間通算         | 期間通算         |
| ---------------- | ---------------- | ---------------- | ---------------- | ---------------- | ---------------- | ---------------- | ---------------- | ---------------- | ---------------- | ---------------- | ---------------- |
| 2012             | 町田             | 16               | J2               | 27               | 0                | -                | -                | 1                | 0                | 28               | 0                |
| 2013             | 町田             | 10               | JFL              | 28               | 0                | -                | -                | -                | -                | 28               | 0                |
| 2014             | 町田             | 10               | J3               | 28               | 0                | -                | -                | -                | -                | 28               | 0                |
| 2015             | 山口             | 44               | J3               | 35               | 0                | -                | -                | 1                | 0                | 36               | 0                |
| 2016             | 山口             | 10               | J2               | 42               | 4                | -                | -                | 3                | 0                | 45               | 4                |
| 2017             | 岐阜             | 10               | J2               | 41               | 5                | -                | -                | 2                | 0                | 43               | 5                |
| 2018             | 仙台             | 8                | J1               | 0                | 0                | 3                | 0                | 0                | 0                | 3                | 0                |
| 2018             | 京都             | 44               | J2               | 20               | 1                | -                | -                | -                | -                | 20               | 1                |
| 2019             | 京都             | 10               | J2               | 40               | 2                | -                | -                | 0                | 0                | 40               | 2                |
| 2020             | 京都             | 10               | J2               | 41               | 1                | -                | -                | -                | -                | 41               | 1                |
| 2021             | 京都             | 10               | J2               | 7                | 0                | -                | -                | 2                | 0                | 9                | 0                |
| 2022             | 岐阜             | 10               | J3               | 32               | 1                | -                | -                | 1                | 0                | 33               | 1                |
| 2023             | 岐阜             | 10               | J3               | 36               | 0                | -                | -                | 1                | 0                | 37               | 0                |
| 2024             | 岐阜             | 10               | J3               | 24               | 1                | 0                | 0                | 1                | 0                | 25               | 1                |
| 通算             | 日本             | 日本             | J1               | 0                | 0                | 3                | 0                | 0                | 0                | 3                | 0                |
| 通算             | 日本             | 日本             | J2               | 218              | 13               | -                | -                | 7                | 0                | 225              | 13               |
| 通算             | 日本             | 日本             | J3               | 155              | 2                | 0                | 0                | 4                | 0                | 159              | 2                |
| 通算             | 日本             | 日本             | JFL              | 28               | 0                | -                | -                | -                | -                | 28               | 0                |
| 総通算           | 総通算           | 総通算           | 総通算           | 401              | 15               | 3                | 0                | 11               | 0                | 415              | 15               |

- Jリーグ初出場 - 2012年3月4日 J2第1節 vs愛媛FC (ニンジニアスタジアム)
- Jリーグ初得点 - 2016年5月28日 J2第15節 vs北海道コンサドーレ札幌 (札幌ドーム)

## 代表・選抜歴
- 2011年 関東大学選抜

## タイトル

### クラブ
専修大学
- 全日本大学サッカー選手権大会：1回（2011年）
- 関東大学サッカーリーグ戦1部：1回（2011年）
- 関東大学サッカーリーグ戦2部：1回（2010年）

レノファ山口FC
- J3リーグ：1回（2015年）

### 個人
- 関東大学サッカーリーグ戦 MVP：1回（2011年）
- 関東大学サッカーリーグ戦 ベストイレブン：1回（2011年）
- 全日本大学サッカー選手権大会 MVP：1回（2011年）
- J2リーグ 月間MVP：1回（2016年4月）

## 参考資料
- フロムワン（編）『Jリーグサッカーキング』第9巻第17号、朝日新聞出版、2015年9月24日、2015年9月25日閲覧。

### 注記
1. ↑  岸田もインタビューの中で「あれだけの選手がフリーになっているのが信じられなかった」「1年もあれば庄司さんの実力やリーダーシップを知るのに十分でした」と庄司を評している[8]。